# Gouvernement Nischni Nowgorod

Wappen

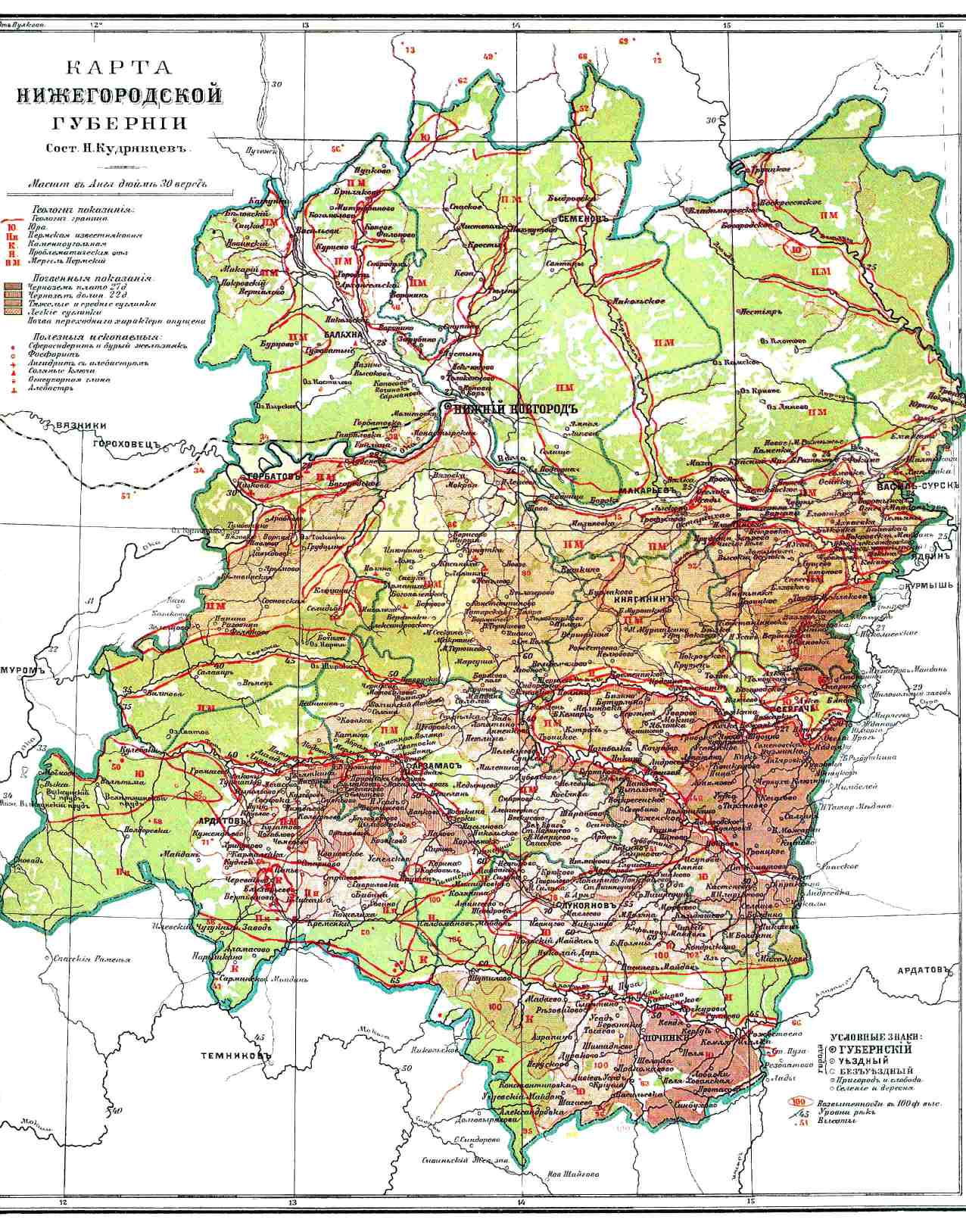
Karte vom Ende des 19. Jahrhunderts

Das Gouvernement Nischni Nowgorod (russisch Нижегородская губерния/Nischegorodskaja gubernija) war eine Verwaltungseinheit des Russischen Kaiserreichs und der Russischen SFSR, gelegen im Osten des Europäischen Russland. Es bestand von 1796 bis 1929 und die Hauptstadt war Nischni Nowgorod. Das Gouvernement grenzte im Norden an das Gouvernement Kostroma, im Nordosten an das Gouvernement Wjatka, im Osten an das Gouvernement Kasan, im Südosten an das Gouvernement Simbirsk, im Süden an das Gouvernement Pensa, im Südwesten an das Gouvernement Tambow und im Westen an das Gouvernement Wladimir.

## Geschichte
Das Gouvernement wurde 1796 aus der Statthalterschaft Nischni Nowgorod gebildet. Das Gouvernement Nischni Nowgorod bestand noch bis 1929 als Teil der Russischen SFSR der Sowjetunion. Nach der Auflösung wurde eine neue Verwaltungseinheit, die Oblast Nischni Nowgorod (kurz darauf Krai Nischni Nowgorod), gebildet.

## Umfang
Bei der ersten russischen Volkszählung im Jahre 1897 wurden auf 45.036,7 Quadratwerst (= 51.252 km²) 1.584.774 Einwohner gezählt (31/km²). Die Bevölkerung bestand zu 93 % aus Russen, je 3 % Mordwinen und Tataren, dann Tscheremissen usw. 9 % wohnten in Städten. Die Hauptstadt Nischni Nowgorod zählte 90.053 Einwohner.
Im Jahre 1926 umfasste das Gouvernement 81.458 km² mit 2.743.344 Einwohnern (33/km²). 

## Gliederung
Bis zum Ende des Kaiserreichs bestanden folgende 11 Ujesde:
- Ardatow
- Arsamas
- Balachna
- Gorbatow
- Knjaginin
- Lukojanow
- Makarjew
- Nischni Nowgorod
- Semjonow
- Sergatsch
- Wassilsursk

1926: 11 Ujesde, 4 Rajons:
- Arsamas
- Gorodez
- Krasnyje Baki
- Lukojanow
- Lyskowo
- Nischni Nowgorod mit Kanawino-Arbeits-Rajon (Kanawino, ehemals Kunawino, 1928 aufgegangen in Nischni Nowgorod)
- Pawlowo
- Semjonow
- Sergatsch
- Wetluga
- Wyksa

- Balachna (Rajon)
- Rastjapino (Rajon; heute Dserschinsk)
- Sormowo (Rajon; 1928 aufgegangen in Nischni Nowgorod)